# دوروثي دافنبورت
دوروثي دافنبورت (بالإنجليزية: Dorothy Davenport)‏ هي منتجة أفلام وكاتبة سيناريو ومخرجة وممثلة أمريكية، ولدت في 13 مارس 1895 في بوسطن في الولايات المتحدة، وتوفيت في 12 أكتوبر 1977 في وودلاند هيلز، كاليفورنيا في الولايات المتحدة.

## وصلات خارجية
- دوروثي دافنبورت على موقع IMDb (الإنجليزية)
- دوروثي دافنبورت على موقع ألو سيني (الفرنسية)
- دوروثي دافنبورت على موقع أول موفي (الإنجليزية)
- دوروثي دافنبورت على موقع أول موفي (الإنجليزية)
- دوروثي دافنبورت على موقع قاعدة بيانات برودواي على الإنترنت (الإنجليزية)
- دوروثي دافنبورت على موقع قاعدة بيانات برودواي على الإنترنت (الإنجليزية)
- دوروثي دافنبورت على موقع قاعدة بيانات الأفلام السويدية (السويدية)
- دوروثي دافنبورت على موقع قاعدة بيانات الفيلم (الإنجليزية)
- دوروثي دافنبورت على موقع كينوبويسك (الروسية)